# Брюгеман, Альберт Фридрихович
Альберт Фридрихович Брюгеман (12 сентября 1925, ст.Палласовка, Царицынская губерния (по другим данным — п. Станции Палласовка Немцев Поволжья АССР, по другим — г. Осинники Кемеровской обл..) — 12 июля 2010, Германия) — советский экономист. Доктор экономических наук (1977), профессор (1978). Заслуженный деятель науки БАССР (1978), заслуженный экономист БАССР (1985). После окончания Уфимского нефтяного института (1952) работал на Ишимбайском, Черниковском, Ново-Уфимском (заместитель директора) НПЗ, ПО «Башнефтехимзаводы» (заместитель генерального директора).
В 1973—2002 преподавал в УГНТУ, где в возглавил 1978 году инженерно-экономический факультет как имеющий большой опыт производственной работы. Автор более 100 научных трудов. Один из организаторов Башкирского экономического эксперимента
Проживал в Сталинградской области.
Выселен в 1941 году, .: по нац. признаку, отбывал трудармию  — Башкирская АССР, Черниковск, снят с учёта 07.01.1956